# Tomorrow Square
Tomorrow Square je mrakodrap v Šanghaji. Má 58 nadzemních a 3 podzemní podlaží, jeho výška je 284,5 metru. Výstavba probíhala v letech 1997–2003 podle projektu společnosti John Portman & Associates. Budova disponuje prostory o výměře 130 063 m2. V budově se nachází hotel, byty a kancelářské prostory, které obsluhuje 15 výtahů.